# Columbia (Illinois)
Columbia è un comune degli Stati Uniti d'America, situato in Illinois, nella contea di Monroe e in parte nella contea di St. Clair.